# Perxa de so
La perxa de so és una eina de sonorització en directe utilitzada per apropar el micròfon als actors d'una producció sense que aquest es vegi en el pla. Es tracta d'una barra d'una longitud, normalment, d'entre 2 i 6 metres col·locada de manera horitzontal sobre els caps dels actors, i el micròfon per captar els diàlegs. Els seus usos requereixen que es tracti d'un objecte lleuger, normalment de fibra de carboni o alumini, amb una longitud flexible i una rosca en un extrem per fixar el suport del micròfon.

## L'equip de so
El professional encarregat d'enregistrar el so i col·locar correctament la perxa és el pertiguista (també conegut com a boom man). És la persona que ha d'assegurar-se que el micròfon no entri a l'enquadrament de la càmera ni es vegi, i ha d'evitar que la barra rebi cops externs. Al llarg del rodatge ha de seguir els actors si es mouen, pel qual haurà de tenir una gran capacitat de concentració, minuciositat i equilibri durant la gravació de l'escena. Una mala coordinació i execució amb la perxa de so pot malbaratar una presa tant des del punt vista visual com sonor.
És molt comú que el pertiguista no treballi sol, sinó que almenys l'acompanyi un cap de so. El cap de so acostuma a tenir molt clar el pla que es gravarà consegüentment i ens ajuda a delimitar la nostra posició per evitar que el micròfon i la perxa entrin visualment dins del pla. Per tenir un equip de so desitjable caldrien tres professionals: el cap de so, el pertiguista i un ajudant. Si hi ha un ajudant, aquest s'ha d'ocupar de controlar la qualitat del so, per permetre que el pertiguista es pugui centrar només en el control de la perxa i aconsegueixi, mitjançant el seu moviment pel set de rodatge, una sonorització adequada.

## Característiques
La perxa de so és una eina molt convenient en certes escenes on el so directe és molt difícil de ser captat. No obstant això, no sempre és la millor opció. És per això que existeixen uns avantatges i inconvenients a l'hora d'utilitzar la perxa.

### Avantatges
- Hi ha una "naturalitat" de la captura del so.
- Existeix una relació amb el pla de la càmera.
- Generalment, és lliure de sorolls de fregament, cops en el micròfon i interferències en la transmissió.
- Hi ha una relativa independència del vestuari i dels moviments dels actors.
- Són eines relativament fortes, més resistents a condicions adverses que els lavalier o micròfon de solapa.
- Existeix una major versatilitat davant de canvis d'últim moment o fins i tot durant la presa (especialment en documentals).
- Emprats correctament, i amb els accessoris adequats, tenen una gran resistència al vent. En cas de forts cops de vent, sempre es pot fer servir la "pell de gat" per disminuir el soroll.

### Inconvenients
- Hi ha més soroll (acústic) de fons en situacions compromeses.
- És un pla sonor més reverberant, amb menys detall. Hi ha més soroll de fons, a vegades inutilitzable, depenent de les característiques de la presa, l'obertura del pla de càmera, la il·luminació (i les ombres) i la integració dels actors.
- En diagrames polars molt tancats, el so provinent de fora d'eix acostuma a estar molt acolorit.
- La inexperiència o dificultats de l'operador de micròfon es tradueixen en preses de diferent color.
- Poden haver-hi sorolls en la manipulació de la perxa i el cable.
- Necessitat d'una font d'alimentació externa.
- La seva mida fa que sigui clarament visible i en determinades situacions dificulta la seva mobilitat (per exemple, en l'ús d'steadicams).

## Tècniques
L'ús de la perxa dependrà molt del tipus de pla que s'estigui gravant. És per això que existeixen algunes tècniques per moure i sostenir de manera adequada una perxa sense fer-nos mal a l'esquena i evitar sorolls el màxim possible. Per a escenes senzilles, es pot tenir una forma del cos més relaxada i així no forçar la nostra esquena i espatlla. En el moment en què s'ha d'estendre la perxa s'ha de tenir en compte com equilibrar el pes en el cos, el qual evitarà que el pertiguista es cansi i/o es lesioni. Quan es tracta d'escenes allunyades (com, per exemple, plans generals) sempre s'ha de carregar la perxa de so en alt i horitzontalment. En canvi, quan són plans tancats com primers plans, es pot col·locar la perxa per sota dels actors per apropar més el micròfon a l'eix sonor.
Hi ha algunes tècniques que poden ser útils per a perfeccionar l'ús de la perxa:
1. La gravadora de so: és convenient utilitzar un sistema de subjecció per a tenir la gravadora el més pròxim al cos del pertiguista. En cas de tenir a diverses persones a l'equip de so, és recomanable fer servir un trípode per la gravadora. D'aquesta manera fa de punt de trobada entre el pertiguista i el cap de so i la monitorització pel cap de so és més còmode.
2. Conèixer sempre les característiques del micròfon que s'està utilitzant per així aprofitar-los al màxim. Sempre és positiu fer alguna prova abans amb el micròfon i sortir de dubtes de tots els problemes que aquest pugui tenir.
3. Per fer-ho tot en silenci és molt important tenir cura de la roba. Les sabates o el fregament de la roba poden fer molt soroll. Si és un plató, millor anar descalç. Ha de ser roba lleugera i còmode, i evitar indumentàries que facin molt soroll. Si és possible, portar roba elàstica i que s'enganxi al cos. Finalment, evitar accessoris varis.[3]

### Suspensió i maneig de la perxa
La postura principal per aguantar una perxa de so és aquella en què el pes i el moviment de la perxa recauen sobre el braç esquerre, fent així que el braç i la mà serveixin simplement com a eix i que estiguin completament lliures. A partir d'aquí, el pertiguista ha de ser capaç d'improvisar: cada escena requereix uns moviments o altres de la perxa, ja sigui ajupir-se perquè el personatge es troba a terra o aixecar més els braços perquè el micròfon no surti a escena.
Quan ja es té la postura i moviment corresponent, el pertiguista també ha d'orientar el micròfon cap a la boca del personatge. Per exemple, si és un pla conjunt i hi ha un diàleg entre dos personatges, el pertiguista ha d'anar fent petits moviments amb la barra per anar alternant entre un personatge o l'altre.